# Sergei Walerjewitsch Prokopjew
Sergei Walerjewitsch Prokopjew (russisch Сергей Валерьевич Прокопьев; * 19. Februar 1975 in Swerdlowsk, Russische SFSR, Sowjetunion) ist ein russischer Kosmonaut.

## Tätigkeit beim Militär
Als Major (ausgeschieden Mitte 2012) war er bis zu seiner Auswahl als Kosmonaut Kommandeur eines Geschwaders Strategischer Bomber Tu-160 der Luftstreitkräfte.

## Tätigkeit als Kosmonaut
Am 12. Oktober 2010 wurde er als Pilot der Luftstreitkräfte und Kandidat des Kosmonautentrainingszentrums ausgewählt, seine Kosmonautengrundausbildung schloss er am 31. Juli 2012 ab. Beim Flug Sojus TMA-18M war Prokopjew Ersatzmann für seinen kasachischen Kollegen Aidyn Ajymbetow. Danach befand er sich im Training für einen Langzeitaufenthalt auf der Internationalen Raumstation. Für den Raumflug Sojus MS-07 war er als Kommandant der Ersatzmannschaft eingeteilt.
Prokopjew startete am 6. Juni 2018 als Kommandant des Raumschiffes Sojus MS-09 zur ISS. Dort arbeitete er als Bordingenieur der ISS-Expeditionen 56 und 57. Am 15. August 2018 montierte er zusammen mit seinem Kollegen Artemjew, bei einem mehrstündigen Außenbordeinsatz auf der ISS, die ICARUS-Antenne. Die Rückkehr zur Erde erfolgte am 20. Dezember 2018.
Am 21. September 2022 startete Prokopjew zu seiner zweiten Mission zur ISS. Als Kommandant des Raumschiffes Sojus MS-22 flog er zusammen mit Dmitri Petelin und Francisco Rubio zur Station, um dort als Bordingenieur der Expedition 67 und als Kommandant der Expedition 68 zu arbeiten. Auf Grund eines Schadens im Servicemodul von Sojus MS-22 erfolgte die Rückkehr zur Erde am 27. September 2023 mit dem Ersatzraumschiff Sojus MS-23. Mit einem Raumflug von 370 Tagen liegen Rubio, Prokopjew und Petelin nun gemeinsam an dritter Stelle des längsten Raumflugs. Rubio hält dabei den Rekord des längsten US-Raumflugs.

## Privates
Prokopjew ist verheiratet und hat zwei Kinder.